# Copa Desafío Personal
La Copa Desafío Personal 2007 fue una competencia de fútbol de Paraguay realizada por la compañía de telefonía celular Personal, entre Cerro Porteño y Olimpia; ambos equipos patocinados por dicha empresa. La cobertura televisiva tuvo transmisión en vivo a través de Canal 13 y MC Sports. 

## Características
Debido a la postergación del inicio de la temporada oficial del campeonato de Primera División de Paraguay, la compañía Personal presentó el 2 de febrero del 2007 este trofeo para premiar al mejor de los dos clubes.
El mismo se realizó con dos partidos del denominado Clásico del fútbol paraguayo que enfrenta a los tradicionales y más populares clubes del Paraguay. Esta Copa fue disputada en choques de ida y vuelta.

## Desafío Personal 2007
| 3 de febrero de 2007, 20:00 | Cerro Porteño                                                                     | 4 : 1' | Olimpia                      | Estadio Antonio Oddone Sarubbi, Ciudad del Este           |                                                           |
|                             | Domingo Salcedo 23' Gustavo Morínigo 57' Alejandro Da Silva 66' César Ramírez 87' |        | Cristian Rolando Ledesma 12' | Asistencia: 13.396 espectadores Árbitro(s): Antonio Arias | Asistencia: 13.396 espectadores Árbitro(s): Antonio Arias |

| 8 de febrero de 2007, 20:00 | Olimpia | 0 : 0' | Cerro Porteño | Estadio Defensores del Chaco, Asunción                    |  |
|                             |         |        |               | Asistencia: 2.880 espectadores Árbitro(s): Ricardo Grance |  |